# L'Héritage de la colère
Pour plus de détails, voir Fiche technique et Distribution.
L'Héritage de la colère (Money, Women and Guns) est un film américain de Richard Bartlett (en) sorti en 1958.

## Fiche technique
- Titre original : Money, Women and Guns
- Réalisation : Richard Bartlett (en)
- Scénario : Montgomery Pittman
- Directeur de la photographie : Philip H. Lathrop
- Montage : Patrick McCormack
- Musique : Irving Gertz et Herman Stein (non crédités)
- Costumes : Morton Haack
- Production : Howie Horwitz
- Genre : Western
- Pays de production :  États-Unis
- Durée : 80 minutes
- Dates de sortie :
  - États-Unis : octobre 1958
  - Allemagne de l'Ouest : 2 avril 1959
- Affiche : Guy-Gérard Noël (France)

## Distribution
- Jock Mahoney (VF : Roger Rudel) : « Silver » Ward Hogan (Hogan à la cuirasse d'argent en VF)
- Kim Hunter : Mary Johnston Kingsman
- Tim Hovey : Davy Kingsman
- Gene Evans : le shérif Abner Crowley
- Tom Drake : Jess Ryerson
- Lon Chaney Jr. (VF : Serge Nadaud) : Art Birdwell
- William Campbell (VF : Hubert Noël) : Clinton Gunston
- Jeffrey Stone : Johnny Bee
- James Gleason : Henry Devers
- Judi Meredith : Sally Gunston
- Phillip Terry : Damian Bard
- Richard Devon : Setting Sun
- Ian MacDonald (VF : Claude Bertrand) : Nibbs
- Don Megowan : John Briggs

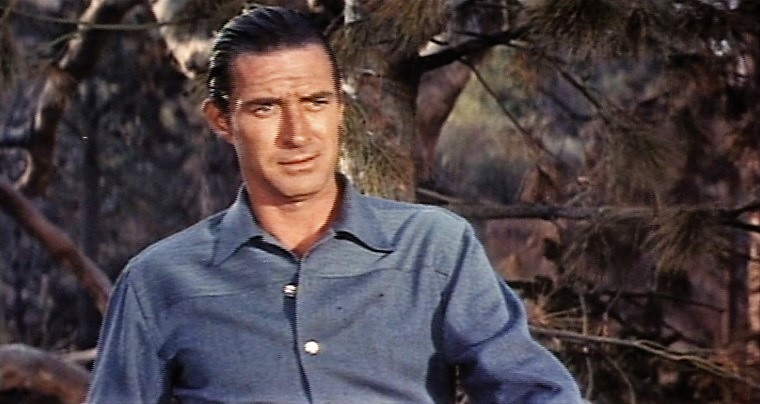
Jock Mahoney
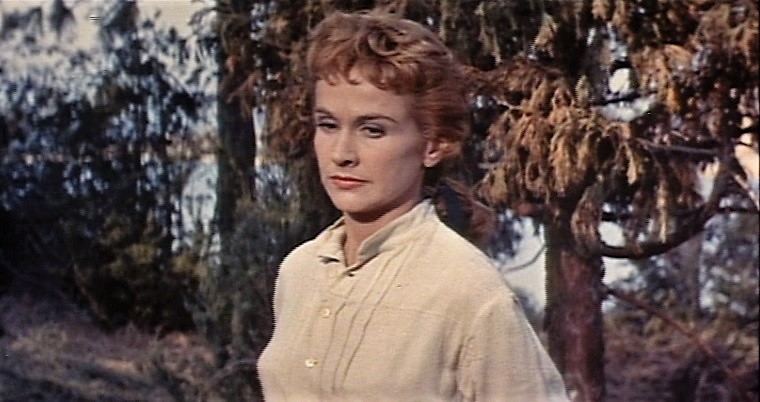
Kim Hunter
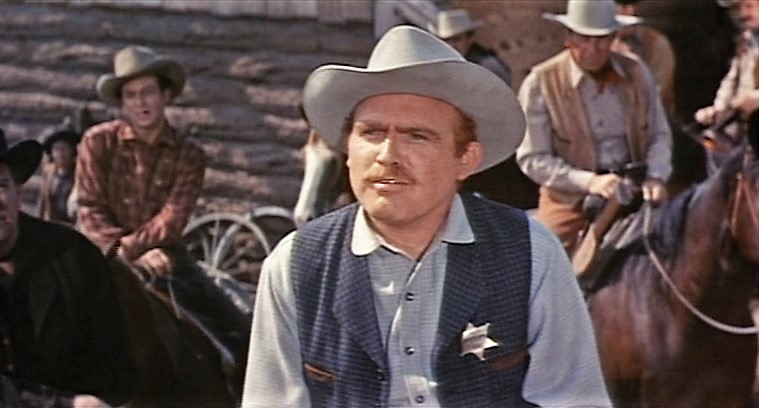
Gene Evans
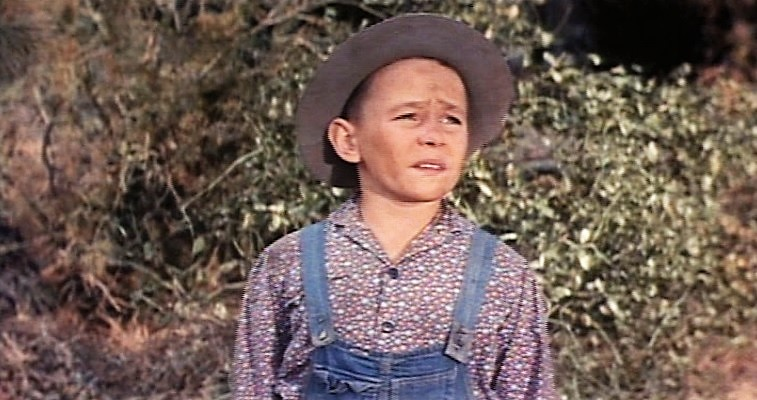
Tim Hovey
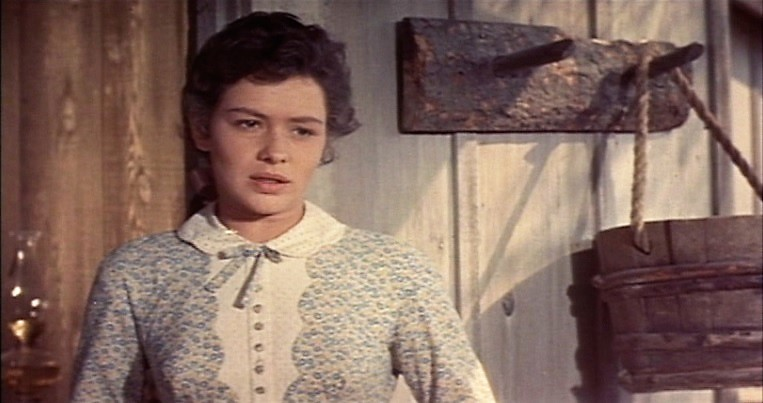
Judi Meredith
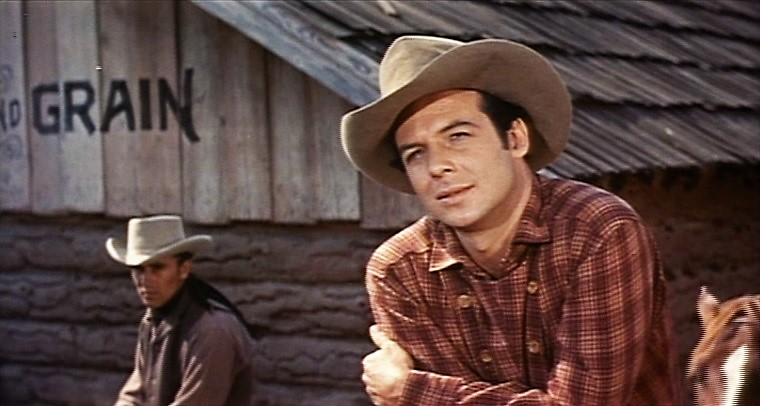
Jeffrey Stone
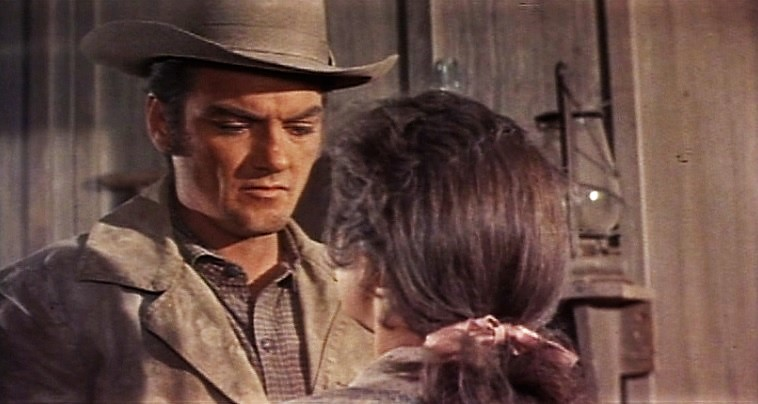
William Campbell
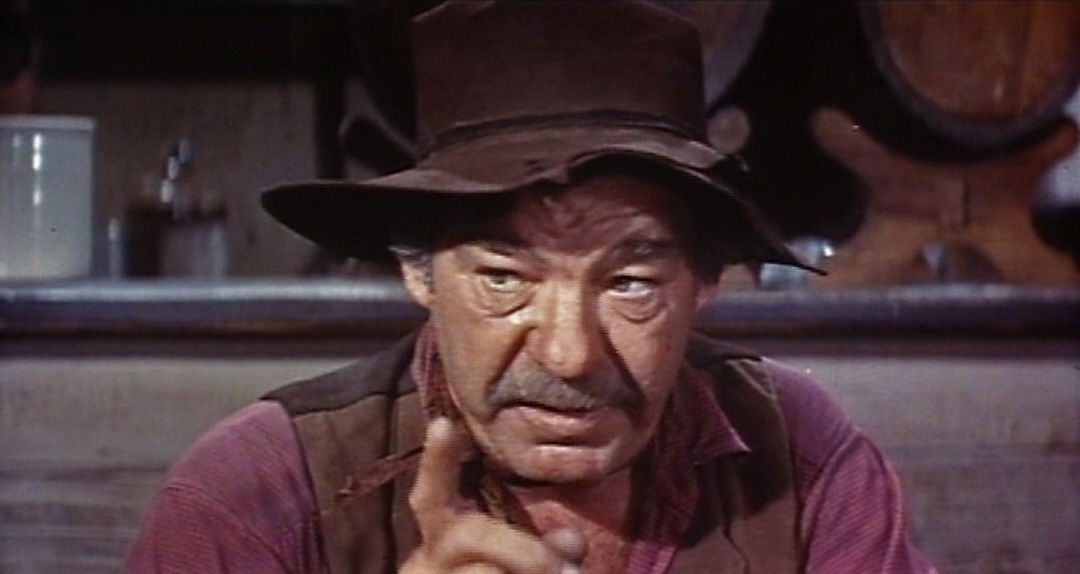
Lon Chaney Jr
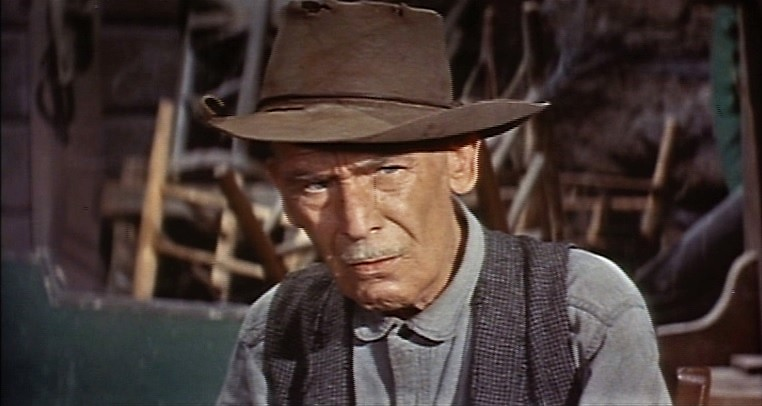
James Gleason
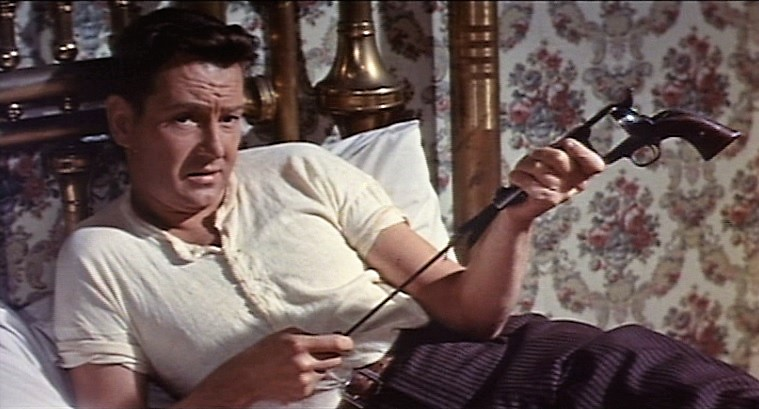
Tom Drake